# Зайцева, Ольга Игоревна
Ольга Игоревна Зайцева (род. 10 ноября 1984, Калининград) — российская прыгунья в длину, в прошлом бегунья на 200 и 400 метров. Чемпионка Европы и рекордсменка мира в помещении в эстафете 4x400 м.

## Карьера
Специализировалась в беге на 100, 200 и 400 м, но из-за снижения результатов в мае 2011 года перешла в прыжки в длину. Через 2.5 месяца тренировок стала чемпионкой России с третьим результатом сезона в мире — 7.01 м и вошла в состав сборной на чемпионат мира, где она не смогла пройти квалификацию, совершив лишь одну результативную попытку на 6.50 м; от финала спортсменку отделил лишь 1 см.

## Основные результаты
| Год  | Турнир                          | Место проведения  | Место | Дисциплина |
| ---- | ------------------------------- | ----------------- | ----- | ---------- |
| 2005 | Чемпионат России среди молодёжи | Тула, Россия      | 1-е   | 400 м      |
| 2005 | Чемпионат Европы среди молодёжи | Эрфурт, Германия  | 1-е   | 400 м      |
| 2006 | Чемпионат России                | Тула, Россия      | 1-е   | 200 м      |
| 2006 | Чемпионат Европы                | Гётеборг, Швеция  | 3-е   | 400 м      |
| 2006 | Чемпионат Европы                | Гётеборг, Швеция  | 1-е   | 4 Х 400 м  |
| 2008 | Чемпионат России в помещении    | Москва, Россия    | 1-е   | 400 м      |
| 2009 | Чемпионат России                | Чебоксары, Россия | 3-е   | 200 м      |
| 2009 | Чемпионат мира                  | Берлин, Германия  | 15-е  | 200 м      |
| 2011 | Чемпионат России                | Чебоксары, Россия | 1-е   | длина      |
| 2011 | Чемпионат мира                  | Тэгу, Южная Корея | 13-е  | длина      |